# Zanos
Zanos je stanje popolnega osredotočanja in usmerjene pozornosti na izvajanje  določene mentalne ali fizične aktivnosti. Je trenutna, subjektivna izkušnja, pri čemer je bistvenega pomena posameznikovo dojemanje naloge, sebe in okolja. V stanju zanosa posameznik v celoti izkorišča svoj potencial, je notranje motiviran za opravljanje naloge, zmanjša se njegova stopnja samozavedanja in občutek za čas.

## Zgodovina razvoja pojma
Pojem zanosa je prvi opredelil Mihaly Csikszentmihalyi (1975) z namenom, da bi bolje razložil mehanizem motivacije. Njegovo začetno raziskovanje je temeljilo na podatkih, zbranih z uporabo metode intervjuja. Pri svojih študijah se je prvotno osredotočal na proučevanje zanosa le na področju prostovoljnih aktivnostih; izvajal je študije s slikarji, plezalci, plesalci in glasbeniki. Kasneje je Csikszentmihalyi oblikoval posebno metodo imenovano ESM (Experience sampling method), s katero je proučeval posameznikovo trenutno motivacijo za opravljanje naloge s pomočjo lestvice Likertovega tipa. Odgovore posameznikov je beležil tekom tedna, pri čemer je vsak dan opravil več meritev in ugotavljal katere so tiste aktivnosti, ki sprožijo in vzdržujejo stanje zanosa.

## Dvodimenzionalni model zanosa
Na podlagi ugotovitev, pridobljenih v študijah, sta Jackson in Csikszentmihalyi (1999) oblikovala dvodimenzionalni model zanosa. Ugotovila sta, da lahko posameznik stanje zanosa doseže le takrat, ko svoje sposobnosti visoko ocenjuje, hkrati pa nalogo dojema kot izziv. Posledica nizkih sposobnosti in doživljanje naloge kot težavne vzpostavi stanje anksioznosti, nizke sposobnosti in odsotnost doživljanja naloge kot izziva sprožita občutja apatije, visoke sposobnosti in zaznana nizka težavnost naloge pa dolgčas.

## Dimenzije zanosa
Csikszentmihalyi (1990) je izkušnjo zanosa razložil s pomočjo devetih dimenzij:
- Usklajenost med izzivom in sposobnostmi: Posameznik nalogo doživlja kot izziv, hkrati pa so njegove sposobnosti skladne z zahtevnostjo naloge.
- Zlitje z izvedbo: Posameznik je popolnoma vpleten v izvajanje aktivnosti.
- Jasnost ciljev: Posamezniku je jasno kaj želi z aktivnostjo doseči, se vnaprej pripravlja, jo načrtuje, hkrati pa se zaveda kaj je potrebno narediti, da bo uspešno izvedena.
- Nedvoumnost povratnih informacij: Je ključna za posameznikovo oceno ali njegova aktivnost vodi do zastavljenega cilja. Povratno informacijo mu lahko poda okolje (nadrejeni, sodelavci) ali svoje delo evalvira sam. Pogoj za doživetje zanosa je, da povratna informacija sledi takoj po izvedeni nalogi.
- Popolna osredotočenost na nalogo: V stanju zanosa je posameznik osredotočen na trenutek, v katerem izvaja nalogo, pri tem ne razmišlja o drugih stvareh, prav tako pa ne posveča pozornosti drugim dražljajem v okolju.
- Občutek nadzora: Posameznik ima občutek kontrole nad situacijo. Ključno je doživljanje notranjega lokusa kontrole.
- Zmanjšana stopnja samozavedanja: Zmanjšano je posameznikovo razmišljanje o sebi v odnosu do okolja (kako ga dojemajo drugi, ali dosega njihova pričakovanja, ali je njegovo vedenje skladno z normami ...).
- Spremenjeno doživljanje časa: V stanju popolne vpletenosti v opravljanje naloge se spremeni posameznikovo doživljanje časa; nekaterim se zdi, da teče počasneje, drugim hitreje, nekateri pa čutijo, kot da bi se popolnoma ustavil.
- Avtoteličnost (gr. auto – jaz, telos – cilj) je ključna motivacijska komponenta, ki posameznika vodi k izvajanju naloge, pri čemer ta doživlja Zadovoljstvo zaposlenihzadovoljstvo in občutje notranjega zadoščenja ob koncu naloge. Avoteličnost izkušnje predstavlja zadnjo stopnjo osmih predhodno opisanih dimenzij.

Poleg te teorije obstajajo še številne druge, ki razlagajo ključne dimenzije zanosa, vendar med njimi ni bistvenih razlik.
- Trevino in Webster (1992): Občutek nadzora, usmerjanje pozornosti na aktivnost, radovednost in notranja motivacija.
- Hsu in Lu (2004): Popolna vpletenost v nalogo, občutek kontrole, koncentracija in notranja motivacija.
- Bakker in Demerouti (2006): Absorbcija (popolna koncentracija in vpletenost v opravljanje naloge), zadovoljstvo ob izvajanju, notranja motivacija (potreba po izvajanju aktivnosti zaradi lastnega interesa).

## Zanos: stanje ali osebnostna lastnost?
Pomembno vprašanje pri opredeljevanju pojma je vprašanje o njegovi naravi. Pojem zanosa lahko opredelimo kot stanje ali osebnostno lastnost. Razlika med stanjem in osebnostno lastnostjo je v tem, da  slednja opredeljuje posameznikovo ponavljajoče se vedenje kot posledico njegove dedne dispozicije za to vedenje. Gre za relativno trajno lastnost posameznika. Pojem stanja pa pomeni, da se določeno vedenje pojavlja le občasno, v specifičnih situacijah in ni pod tolikšnim vplivom delovanja genov. Zanos kot stanje lahko razumemo v smislu trenutnega miselnega stanja, ki ga oseba doživi med izvajanjem neke specifične aktivnosti. To pomeni, da je njegovo doživljanje bolj situacijsko pogojeno in ga v splošnem ne doživi pogosto. Csikszentmihalyi (1990) zagovarja, da je zanos mogoče dojeti tudi kot trajno osebnostno lastnost. Pod pojem avtotelične osebnosti avtor uvršča tiste osebe, ki imajo večjo tendenco k doživljanju zanosa neodvisno od situacije. Tem osebam pripisuje značilnosti kot so pogostejše iskanje izzivov, sposobnost dobre koncentracije, sposobnost ignoriranja nerelevantnih dražljajev v okolju, nizko izražena anksioznost, visoko samospoštovanje in visoka notranja motivacija.

## Zanos in ...
- značilnosti naloge

Raziskovalci ugotavljajo, da so naloge, ki od osebe zahtevajo različne sposobnosti in spretnosti, zanj tudi bolj privlačne. Pomembna je tudi osebna pomembnost naloge. Raziskave kažejo na to, da doživljanje zanosa ni toliko povezano z mero, do katere naloga vpliva na druge ljudi, temveč kolikšnega pomena je ta za posameznika.
- interes

Raziskovanje na področju interesa kaže na pomemben vpliv, ki ga ima posameznikov interes na doživljanje zanosa med aktivnostjo. Schiefele (1992) je ugotovil, da zanimanje za aktivnost vpliva na večjo koncentracijo in občutek, da čas hitreje mineva.
- samoaktualizacija

Pojem zanosa se tesno povezuje s pojmom samoaktualizacije, ki izhaja iz pozitivne psihologije in ga je opredelil Maslow. V obeh primerih gre za doživetje občutka velikega zadovoljstva in celostnosti. Za razliko od Maslowa, ki je menil, da lahko stanje samoaktualizacije dosežejo le nekateri posamezniki, pa Csikszentimihalyi meni, da lahko stanje zanosa doseže vsakdo, vendar se v trenutku tega stanja pogosto ne zaveda. 

## Raziskave o zanosu na delovnem mestu
V študiji, ki sta jo izvedla Bryce in Haworth (2002) se je izkazalo, da ženske na delovnem mestu doživljajo zanos pri aktivnostih, ki so povezane z reševanjem problemov, organizacijo pri delu in sodelovanju s sodelavci, medtem ko moški zanos pogosteje doživijo pri izvajanju nalog, ki so časovno omejene, izvajanju projektov in iskanju novega posla.
Bakker (2005) je ugotovil, da učitelji glasbe doživijo zanos, če občutijo večjo avtonomnost pri delu, dobijo več povratnih informacij in so deležni večje socialne podpore ter supervizij. 
Raziskava med srednješolskimi učitelji kaže na pomembne vplive socialne podpore, spodbujanja kreativnosti, jasnih pravil in norm ter jasnih ciljev na doživljanje zanosa.
Raziskava, v katero so bili vključeni različni sektorji v desetih različnih delovnih organizacijah je pokazala na pomemben vpliv občutka avtonomnosti, povratne informacije, identificiranja z nalogo, pomena naloge in pestrega nabora spretnosti, ki so potrebne za opravljanje naloge, na povečano doživljanje zanosa med delom. 
Slednje kaže na to, da na doživljanje zanosa na delovnem mestu pomembno vpliva tako narava aktivnosti, v katero je posameznik vpleten kot tudi njegovo doživljanje le-te.

## Metode proučevanja zanosa
V dosedanjih raziskavah so raziskovalci pri proučevanju zanosa večinoma uporabljali metode intervjuja, vprašalnikov in metodo ESM ("Experience Sampling Method").
Metoda intervjuja omogoča obsežen in celosten vpogled v doživljanje stanja zanosa v vsakdanjih situacijah. V samih začetkih proučevanja je bila ta metoda ključna pri identificiranju dimenzij zanosa, vprašalniki pa so služili merjenju izraženosti teh dimenzij.
Nekateri merski pripomočki, uporabljeni pri proučevanja zanosa:
- Vprašalnik zanosa (The Flow Questionnaire), s pomočjo katerega je Csikszentmihalyi (1988) identificiral tiste situacije, v katerih posameznik doživlja zanos in hkrati meril pogostost njegovega doživljanja.
- Lestvica zanosa (The Flow Scale) služi oceni pogostosti doživljanja zanosa na posameznih dimenzijah in so jo v raziskavah uporabili takrat, ko so ugotavljali razlike med aktivnostmi v doživljanju zanosa na posameznih dimenzijah. Raziskovalca Delle Fave in Massimini (1988) sta uporabila kombinacijo vprašalnika in lestvice za identifikacijo tistih aktivnosti, v katerih osebe doživljajo zanos, nato pa sta ocene doživljanja v teh situacijah primerjala z ocenami vsakdanjih aktivnosti kot je gledanje televizije, opravljanje dela v službi ipd.
- Vprašalnik doživljanja zanosa DFS (Dispositional Flow Scale) je samoocenjevalni vprašalnik, ki je namenjen ocenjevanju doživljanja zanosa med izvajanjem fizičnih aktivnosti. Podlaga za nastanek vprašalnika je devet dimenzij zanosa kot jih je opredelil Csikszentmihalyi. Vprašalnik se deli na 9 podlestvic, skupno pa zajema 36 postavk. Posameznik ga izpolnjuje s pomočjo 5-stopenjske lestvice.
- Metoda ESM (Experience Sampling Method) ima pred intervjujem, vprašalnikom in lestvico to prednost, da ne temelji na poročanju o preteklih izkušnjah, s čimer se izogne napaki, ki nastane zaradi selektivnega spominjanja. Prednost metode je, da omogoča proučevanje pojava v času njegovega nastanka.